# Денні Голл (хокеїст на траві)
Денні Голл (англ. Danny Hall, 30 листопада 1974) — британський хокеїст на траві.
Учасник Олімпійських Ігор 1996, 2000, 2004 років.